# Abhinav Bindra
Abhinav Singh Bindra (Deradum, 28 de setembro de 1982) é um atirador olímpico indiano, campeão olímpico.

## Carreira
Abhinav Bindra representou a Índia nas Olimpíadas, em 2000, 2004, 2008, 2012 e 2016, conquistou a medalha de ouro em 2008, no Rifle 10m.